# Cornelis Koeman

Cor Koeman

Cornelis Koeman (Wijdenes, 15 augustus 1918 - De Bilt, 5 juni 2006) was een Nederlands cartograaf.

## Loopbaan
Van 1968 tot 1981 was Cornelis Koeman hoogleraar cartografie en geodesie aan de Rijksuniversiteit Utrecht. Hij zorgde voor de invoering van een aparte afstudeerrichting cartografie. Tot de opheffing ervan in 2002 zijn circa 250 studenten in deze richting afgestudeerd.
Meteen bij het begin van zijn hoogleraarschap in 1968 kwam Koeman met een geheel nieuwe invulling van het vak cartografie. Hij stoelde die op het boek Sémiologie graphique van de Franse cartograaf Jacques Bertin, dat in 1967 was verschenen.
Koeman zette samen met zijn collega F.L.T. van der Weiden een cartografisch onderzoeksprogramma op, met als zwaartepunten fotokaarten, digitale cartografie en generalisering (het aanpassen van kaartbeeld en kaartinhoud aan doel en schaal van een kaart). Zijn werk had een belangrijke maatschappelijke impact. Enerzijds ontsluierde hij de werkzaamheden van de ambtelijke Nederlandse cartografie, anderzijds wees hij op de versnippering bij de grootschalige cartografie (dat wil zeggen bij het karteren van de kleinste details). Uiteindelijk leidde dat tot instelling van een (voorlopige) Centrale Karteringsraad en tot de productie van de Grootschalige Basiskaart van Nederland (GBKN).
Door de vondst van een bestand aan oude kaarten van Zuid-Afrika dat de laatste Nederlandse gouverneur van de Kaapkolonie in 1795 mee naar Nederland had genomen was Koeman rond 1950 geïnteresseerd geraakt in de geschiedenis van de cartografie. Dat was kort voor de festiviteiten rond de 300e verjaardag van de stichting van het verversingsstation van de VOC aan de Kaap door Jan van Riebeeck. Koeman kreeg daarmee een belangrijke rol in de geschiedenis van de cartografie te spelen. Meer nog dan op de cartografie zelf heeft hij zijn stempel gedrukt op de beoefening van de geschiedenis van de cartografie. Hij heeft daarin mondiaal een voorbeeldrol gespeeld.
In de periode 1960-1985 heeft hij met een schare medewerkers het project van de Atlantes Neerlandici (6 delen, 1967-1985) opgezet, de unieke beschrijving van alle kaarten in alle atlassen die in Nederland zijn verschenen tot 1940. Dat werk heeft model gestaan voor soortgelijke bibliografische initiatieven elders op de wereld; dit werk kreeg in 1972 de Menno Hertzbergerprijs. Zijn in 1983 verschenen Geschiedenis van de kartografie van Nederland is nog steeds het belangrijkste handboek op dit gebied. Koeman was tevens redacteur van het gerenommeerde tijdschrift voor de geschiedenis van de cartografie Imago Mundi.
Hij was een van de oprichters in 1958 van de Kartografische Sectie van het Koninklijk Nederlands Aardrijkskundig Genootschap (KNAG), die zich in 1975 verzelfstandigde tot Nederlandse Vereniging voor Kartografie (NVK). Hij was van 1958 tot 1964 secretaris van deze NVK-voorloper. Hij was een van de vertegenwoordigers van Nederland bij de oprichtingsvergadering van de International Cartographic Association (ICA) in Bern in 1959, was van 1972-1980 voorzitter van de ICA Standing Commission on Education and Training, en als zodanig medeverantwoordelijk voor de productie van het internationale cartografie-leerboek Basic Cartography.
Voor zijn vele verdiensten voor de cartografie heeft de NVK hem in 1973 benoemd tot erelid.

## Spelling
Koeman schreef het woord 'cartograaf' zelf steeds als kartograaf - kaart schrijf je tenslotte ook met een 'k', zei hij altijd. De Nederlandse Vereniging voor Kartografie (NVK) heeft indertijd een verzoek aan de Nederlandse Taalunie gedaan om 'cartografie' met een 'K' te schrijven, maar dit verzoek is afgewezen.